# Куколовская
Куколовская — деревня в Верховажском районе Вологодской области.
Входит в состав Нижне-Важского сельского поселения (до 2015 года была центром Терменгского сельского поселения), с точки зрения административно-территориального деления — центр Терменгского сельсовета.
Расстояние до районного центра Верховажья по автодороге — 12,1 км. Ближайшие населённые пункты — Клыково, Пахомовская, Каличье, Коровино.
По переписи 2002 года население — 243 человека (123 мужчины, 120 женщин). Всё население — русские.